# Chlupáček Blyttův
Chlupáček Blyttův (Pilosella blyttiana), dříve též jestřábník Blyttův (Hieracium blyttianum), je druh rostliny z čeledi hvězdnicovité. Je to červenooranžově kvetoucí vytrvalá bylina s přízemní listovou růžicí a jednoduchou přímou lodyhou. Taxon vznikl zkřížením chlupáčku oranžového s chlupáčkem myším ouškem. Vyskytuje se v evropských pohořích a severní Evropě. V České republice roste vzácně, pouze ve východních Krkonoších.

## Popis
Chlupáček Blyttův je vytrvalá, nasivělá bylina s přízemní růžicí a přímou, jednoduchou lodyhou, dorůstající výšky 30 až 40 cm. Rostliny většinou tvoří nadzemní nebo podzemní výběžky. Listy přízemní růžice jsou nasivělé, celokrajné, v počtu 3 až 7, obkopinaté, křídlatě řapíkaté nebo přisedlé, na vrcholu zaokrouhlené a často s nasazenou špičkou, s postupně se zužující bází, na líci víceméně lysé, na okraji a rubové střední žilce s roztroušenými jednoduchými chlupy. Hvězdovité chlupy jsou přítomny jen ojediněle na rubové střední žilce. Lodyžní listy jsou nejčastěji 3 nebo 4. Květenství je stažený vrcholík, skládající se asi z 6 až 20 malých úborů. Zákrov je vejcovitý až polokulovitý, 6 až 8 mm dlouhý. Zákrovní listeny jsou černozelené, vnitřní světle lemované, s roztroušenými až četnými jednoduchými a žláznatými chlupy a roztroušenými hvězdovitými chlupy. Květy jsou purpurově až oranžově červené, jazykovité, s plochou ligulou. Čnělky jsou černožluté. Plodem je hnědočerná nažka opatřená chmýrem. Rostlina kvete v červnu až červenci.

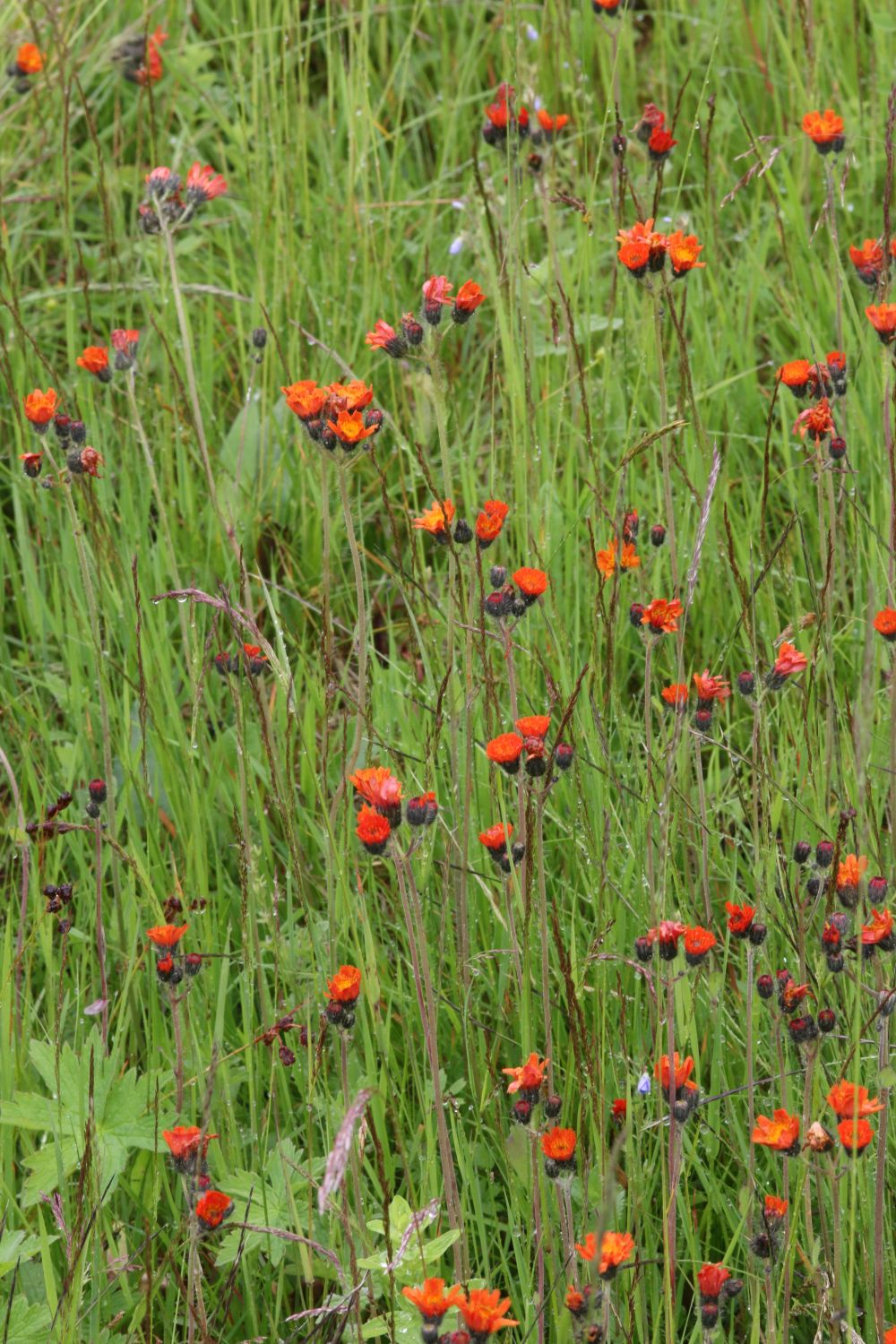
Populace chlupáčku Blyttova v Krkonoších
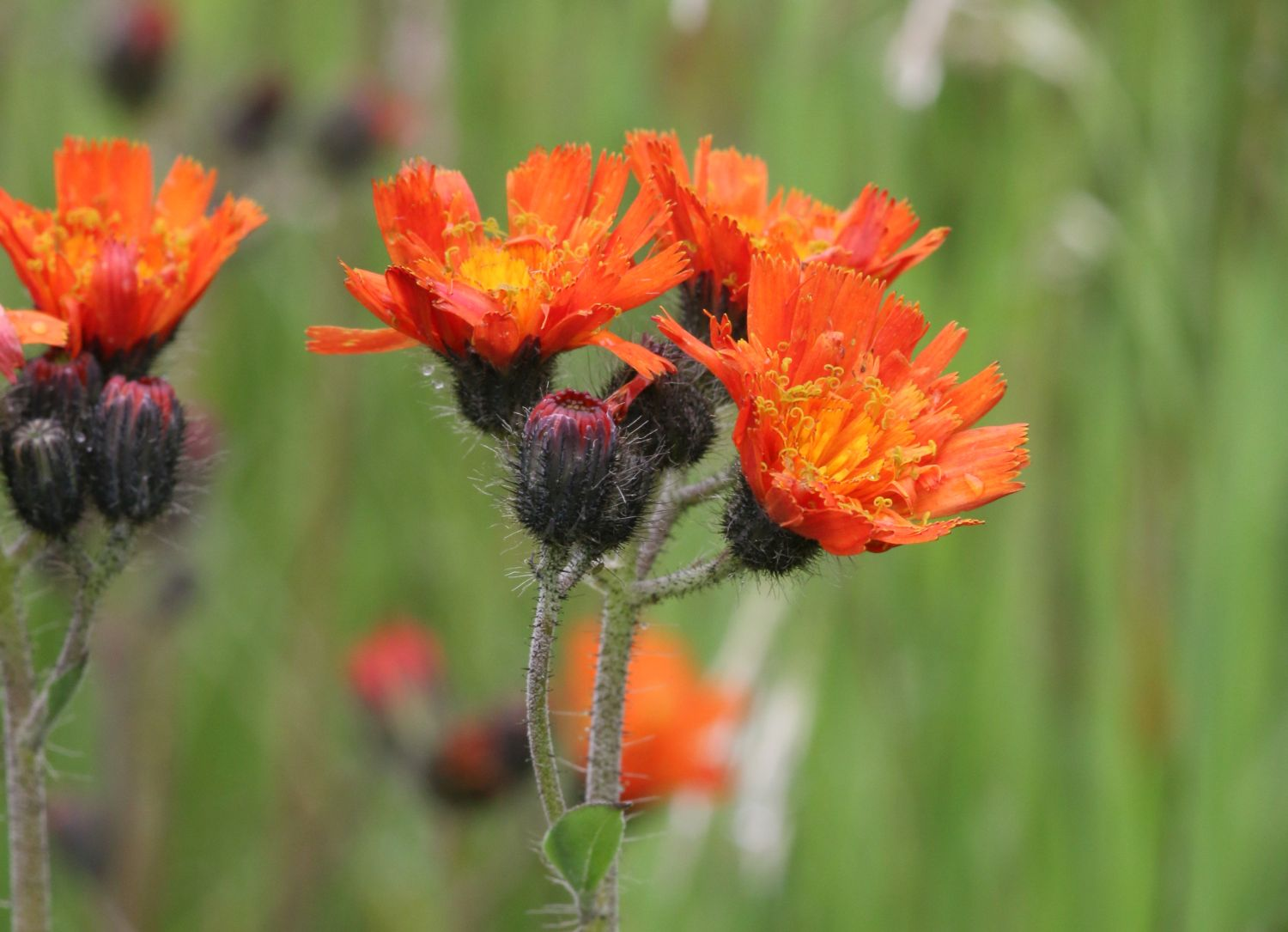
Květenství
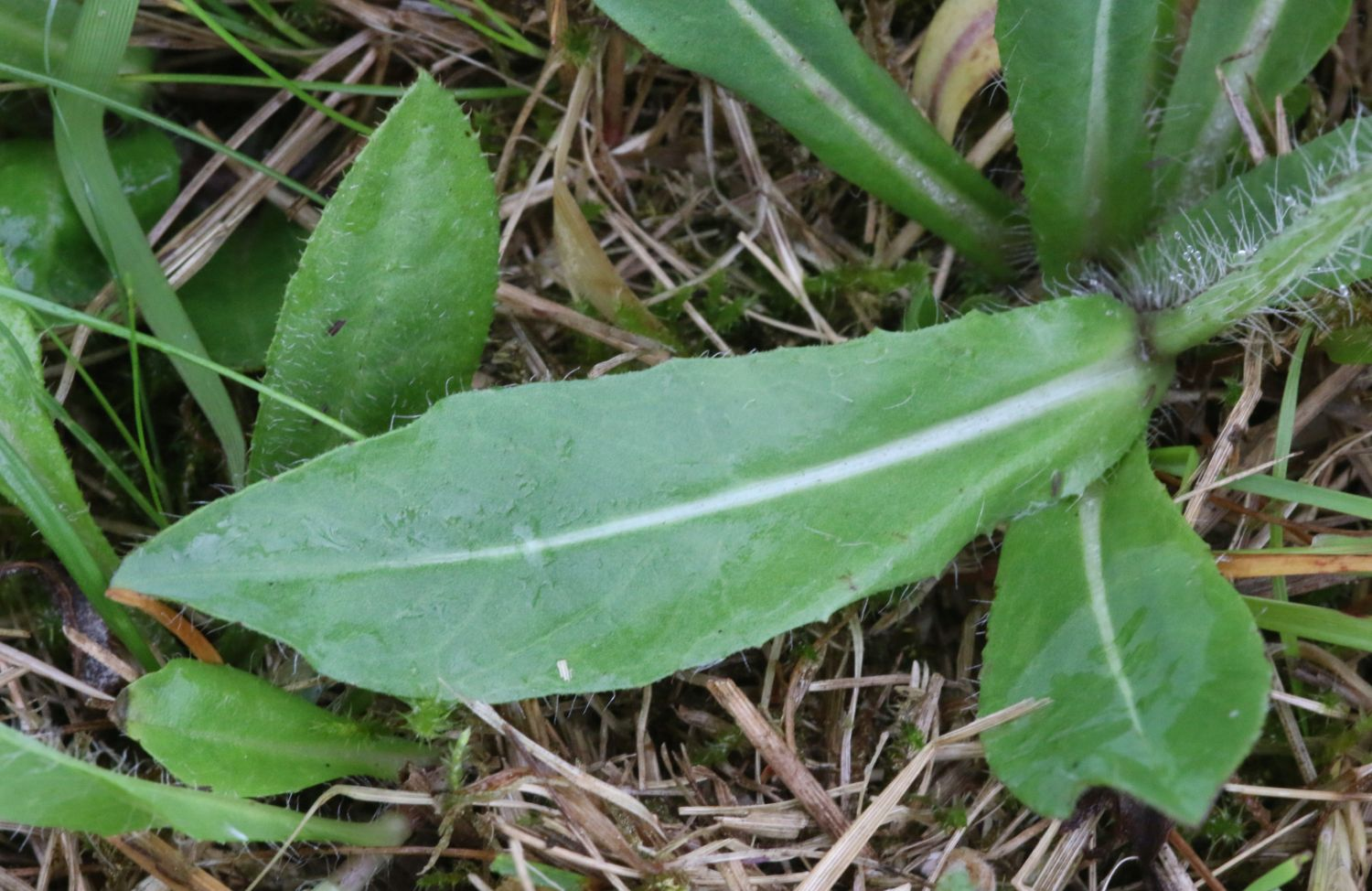
Detail listu přízemní růžice

## Rozšíření
Druh se vyskytuje pouze v Evropě. Roste v Krkonoších, Alpách, Karpatech a severní Evropě od Skandinávie po severozápadní Rusko. V Krkonoších roste pouze na několika lokalitách ve východní části pohoří v oblasti Malé Úpy a Pomezních Bud v nadmořských výškách od 970 do 1020 metrů. Roste na vlhčích, kyselých, živinami chudých, často zrašelinělých loukách.

## Ohrožení a ochrana
Druh je v Červeném seznamu cévnatých rostlin České republiky (Grulich et al., 2012) veden v kategorii C1r (kriticky ohrožené druhy). V České republice nepatří mezi zvláště chráněné druhy, podléhá však územní ochraně Krkonošského národního parku.

## Taxonomie
Taxon je hybridogenního původu a odpovídá rodičovské kombinaci Pilosella aurantiaca – P. lactucella. Po prvním z rodičů má červenooranžové květy, po druhém zdědil téměř lysé listy, což je dobrý rozlišovací znak od podobného chlupáčku oranžového. Krkonošské rostliny jsou tetraploidní a apomiktické, v jiných částech areálu (polské Tatry) byly zaznamenány i hexaploidní rostliny.
Zpětným křížením Pilosella blyttiana s P. aurantiaca vzniká další hybridogenní taxon, Pilosella fusca (chlupáček tmavý), odpovídající kombinaci P. aurantiaca > P. lactucella. Jeho výskyt byl relativně nově zaznamenán i v Krkonoších.